# کاندیس سوانپول
کاندیس سوزان سوانپوئل (به انگلیسی: Candice Susan Swanepoel) (زادهٔ ۲۰ اکتبر ۱۹۸۸)، مدل اهل آفریقای جنوبی است. وی بیشتر به‌خاطر همکاری‌اش با کمپانی ویکتوریا سکرت شناخته شده است. در سال ۲۰۱۲ مجلهٔ فوربز سوانپوئل را دهمین مدل پردرآمد معرفی کرد.

## زندگی شخصی
سوانپوئل در آفریقای‌جنوبی متولد و در موی ریور بزرگ شده‌است.
در ۱۵سالگی، او توسط دیده‌بانی مدل وارد بازار فلی شد. وی به زبان‌های آفریکانس، انگلیسی و پرتغالی مسلط است.
دوست‌پسر او، هرمان نیکلی، مدل مرد اهل برزیل است. وی زمانی که ۱۷ساله بود هرمان را در پاریس ملاقات کرد. کندیس نامزدی خود را در ماه اوت سال ۲۰۱۵ اعلام کرد.
در ماه مارس سال ۲۰۱۶، گزارش شد که او برای اولین بار از هرمان باردار است و صاحب فرزند پسر شدند و اسم او را اناکا نیکلی گذاشتند.
در دسامبر ۲۰۱۷، او اعلام کرد که با فرزند دوم خود باردار است. سال ۲۰۱۸ دومین پسر خود و هرمان به نام آریل نیکلی را به دنیا آورد.
دوستان نزدیک او بهاتی پرینسلو (اهل آفریقا) در ویکتوریا سکرت و رزی هانتینگتون وایتلی (مدل بریتانیایی) اند.

## زندگی حرفه‌ای
در سال ۲۰۱۰، سوانپوئل تبدیل به فرشته ویکتوریا سکرت شد. در تاریخ ۱۲ اوت سال ۲۰۱۰، سوانپول اولین مغازهٔ خرده فروشی رسمی ویکتوریا سکرت را در کانادا، در وست ادمونتون مال، ادمونتون باز کرد. سوانپوئل برای پوشیدن «سینه بند فانتزی» در ویکتوریا سکرت فشن شو در سال ۲۰۱۳ انتخاب شد. این سینه بند ۱۰ میلیون دلاری، به نام «سینه بند فانتزی سلطنتی»، با طلای عیار ۱۸ توسط معوض ایجاد شد. سینه بند و کمربند سِت آن بیش از ۴٬۲۰۰ سنگ قیمتی، از جمله یاقوت، الماس و یاقوت کبود، یاقوت زرد ساخته شد که یک یاقوت ۵۲ قیراطی در مرکز آن تعبیه شد.
«سینه بند فانتزی سلطنتی» گران‌ترین سینه بند فانتزی پس از «سینه بند سکسی شکوه فانتزی» سال ۲۰۰۵ پوشیده شده توسط ژیزل بوندشن است.